# Shinsuke Sakimoto
Shinsuke Sakimoto (Osaka, 14 april 1982) is een voormalig Japans voetballer.

## Carrière
Shinsuke Sakimoto speelde tussen 2001 en 2004 voor Gamba Osaka en Sagawa Express Osaka.

## Statistieken
| Japan   | Japan                | Japan           | League | League | Emperor's Cup | Emperor's Cup | J-League Cup | J-League Cup | Totaal | Totaal |
| Seizoen | Club                 | League          | Wed.   | Goals  | Wed.          | Goals         | Wed.         | Goals        | Wed.   | Goals  |
| ------- | -------------------- | --------------- | ------ | ------ | ------------- | ------------- | ------------ | ------------ | ------ | ------ |
| 2001    | Gamba Osaka          | J. League 1     | 2      | 0      | 1             | 0             | 0            | 0            | 3      | 0      |
| 2002    | Gamba Osaka          | J. League 1     | 0      | 0      | 0             | 0             | 0            | 0            | 0      | 0      |
| 2003    | Gamba Osaka          | J. League 1     | 0      | 0      | 0             | 0             | 1            | 0            | 1      | 0      |
| 2004    | Sagawa Express Osaka | Football League | 20     | 1      | -             | -             | -            | -            | 20     | 1      |
| Totaal  | Totaal               | Totaal          | 22     | 1      | 1             | 0             | 1            | 0            | 24     | 1      |